# Third Eye Blind
I Third Eye Blind sono un gruppo musicale alternative rock statunitense che si è formato nei primi anni novanta a San Francisco.

## Storia
I Third Eye Blind hanno registrato il primo demo nel 1993. Nel 1996 la band fu scelta per fare da spalla in apertura ad un concerto degli Oasis.

## Formazione

### Formazione attuale
- Stephan Jenkins – voce, chitarra ritmica, percussioni, tastiera, batteria (1993–presente)
- Kryz Reid – chitarra solista, cori (2010–presente)
- Alex Kopp – tastiera, pianoforte, sintetizzatore, cori (2011–presente)
- Alex LeCavalier – basso, cori (2013–presente)
- Brad Hargreaves – batteria, percussioni, pianoforte, cori (1995–presente)

### Ex componenti
- Jason Slater – basso, cori (1993–1994)
- Adrian Burley – batteria, percussioni (1993–1994)
- Kevin Cadogan – chitarra solista, cori, tastiera, autoharp (1993–2000)
- Tony Fredianelli – chitarra solista, cori, tastiera (1993, 2000–2010)
- Arion Salazar – basso, cori, chitarra, pianoforte (1994–2006)
- Steve Bowman – batteria, percussioni (1994)
- Tim "Curveball" Wright – batteria, percussioni (1994)
- Leo Kremer – basso, cori (2006–2007)
- Abe Millett – basso, cori, tastiera, pianoforte (2007–2012)
- Jon Pancoast – basso, cori (2012–2013)

## Discografia

### Album in studio
- 1997 – Third Eye Blind
- 1999 – Blue
- 2003 – Out of the Vein
- 2009 – Ursa Major
- 2015 – Dopamine
- 2018 – Screamer
- 2021 – Our Bande Apart

### Album dal vivo
- 2017 – Summer Gods Tour Live 2017

### EP
- 2008 – Red Star
- 2016 – We Are Drugs
- 2018 – Thanks for Everything

### Raccolte
- 2004 – Third Eye Blind/Blue
- 2006 – A Collection
- 2013 – The Third Eye Blind Collection

### Singoli
- 1997 – Semi-Charmed Life
- 1997 – Graduate
- 1997 – How's It Going to Be
- 1998 – Losing a Whole Year
- 1998 – Jumper
- 1999 – Anything
- 2000 – Never Let You Go
- 2000 – 10 Days Late
- 2000 – Deep Inside of You
- 2003 – Blinded (When I See You)
- 2003 – Crystal Baller
- 2008 – Non-Dairy Creamer
- 2009 – Don't Believe a Word
- 2009 – Bonfire
- 2015 – Everything is Easy
- 2015 – Get Me Out of Here
- 2016 – Cops vs. Phone Girl
- 2018 – Fuck Forever
- 2018 – Joke
- 2018 – 10
- 2019 – Screamer (feat. Alexis Krauss)
- 2019 – Walk Like Kings
- 2019 – The Kids Are Coming (To Take You Down)
- 2020 – Ways
- 2020 – Disorder
- 2021 – Box of Bones
- 2021 – Again
- 2021 – To the Sea
- 2021 – Silverlake Neophyte

## Premi
- Billboard Music Awards
  - 1997 – Migliore pezzo rock dell'anno per Semi-Charmed Life[1]
- American Music Award
  - 1998 – Candidatura come miglior nuovo artista (pop/rock)[1]
  - 1998 – Candidatura come migliore artista (alternative)[1]